# Gymnema rufescens
Gymnema rufescens är en oleanderväxtart som beskrevs av Joseph Decaisne. Gymnema rufescens ingår i släktet Gymnema och familjen oleanderväxter. Inga underarter finns listade i Catalogue of Life.